# Lake Mohave
Der Stausee Lake Mohave liegt in den US-Bundesstaaten Arizona und Nevada, 90 km südsüdöstlich von Las Vegas. Er ist 107 km lang und hat eine Fläche von 113 km². 
Der Colorado River wird hier durch den Davis Dam (⊙) gestaut. Der See liegt auf einer Höhe von 197,2 m. In der Nähe befinden sich die Orte Laughin, Searchlight, Cottonwood Cove und Bullhead City. Etwa 108 Kilometer stromabwärts vom Hoover Dam. Der See und die angrenzenden Landstriche bilden einen Teil der Lake Mead National Recreation Area.
Aus dem Lake Mohave fließt das Wasser nach Süden in den Lake Havasu. Der Havasu See ist zwar bekannter und häufiger besucht, aber der Lake Mohave ist deutlich größer.

## Beschreibung
Der See bildet ein Touristenziel. Es gibt zwei größere Hotelanlagen am See: Cottonwood Cove und das Lake Mohave Resort. Beide Resorts haben Unterkünfte, Campingplätze, Restaurants, Läden, und verschiedene Bootdecks. Beliebte Freizeitaktivitäten am Lake Mohave sind Schwimmen, Kajakfahren, Angeln, Boot fahren und Wasserski. Der See zieht aufgrund der ganzjährigen Möglichkeiten der Freizeitgestaltung zahlreiche Besucher, auch aus anderen Bundesstaaten an. Sein im US-Durchschnitt sehr klares Wasser trägt wesentlich zu den Besucherzahlen bei. Die Umgebung ist auch die Heimat von Tausenden von Wüstenpflanzen und Tieren, da es in der Gegend nur selten Niederschlag gibt.
Um den See herum werden zahlreiche Tauchkurse angeboten, wozu sich der See besonders eignet. Als besondere Attraktion für Taucher gilt ein Schiff, das im Jahr 1946 sank.

## Fischarten
Die folgenden Fischarten sind im Lake Mohave zu finden, einige davon wurden aber später durch den Menschen dort angesiedelt und sind nicht heimisch: 
- Regenbogenforelle
- Forellenbarsch
- Schwarzbarsch
- Wels
- Karpfen